# Oud-Dijk
Oud-Dijk (Liemers:  D’n Diek) is een buurtschap in de Nederlandse provincie Gelderland, in het gebied de Liemers. De buurtschap is thans onderdeel van de gemeente Montferland en de gemeente Zevenaar. Tot 2005 hoorde de buurtschap bij de toenmalige gemeente Didam. Oud-Dijk is door de gemeentelijke herindeling opgedeeld tussen bovengenoemde twee gemeenten.
De buurtschap is genoemd naar de lage dijk die in het drassige landschap toegang gaf tot het kasteel Didam. Ook bevond zich in de buurtschap tot 1809 de havezate Huis Dijck.
De naam Oud-Dijk is vanaf de jaren 70 vooral bekend van het gelijknamige Knooppunt Oud-Dijk tussen de A12 (E35, NL) en A18.
De buurtschap heeft een eigen schutterij, "Schutterij St. Isidorus" die vanaf 1931 bestaat.